# Epectris mollis
Epectris mollis là một loài nhện trong họ Oonopidae.
Loài này thuộc chi Epectris. Epectris mollis được Eugène Simon miêu tả năm 1907.